# Gewone kousenbandslang
De gewone kousenbandslang (Thamnophis sirtalis) is een slang uit de familie toornslangachtigen (Colubridae) en de onderfamilie waterslangen (Natricinae).
De kousenbandslang heeft een zeer groot verspreidingsgebied en komt voor in een groot deel van voornamelijk oostelijk Noord-Amerika. De slang leeft in delen van Canada, de Verenigde Staten en Mexico en is ook aangetroffen op de Bahama's. Het is een waterminnende soort die wel als de Amerikaanse tegenhanger van de in Europa levende ringslang wordt gezien.
De gewone kousenbandslang leeft voornamelijk van amfibieën (zoals kikkers), vissen en ongewervelden (zoals wormen). Belangrijke vijanden zijn grote roofvissen, schildpadden, zoogdieren en vogels.
De slang is populair in de dierenhandel door de afstekende kleuren en de weinige eisen die gesteld worden aan een leven in gevangenschap. De gewone kousenbandslang wordt beschouwd als een algemene soort die niet wordt bedreigd.

## Naamgeving
De gewone kousenbandslang dankt zijn Nederlandstalige naam aan de lengtestrepen over het lichaam, die enigszins doen denken aan een kousenband.
Ook in andere talen wordt eenzelfde naam gebruikt, zoals het Duitse 'gewöhnliche strumpfbandnatter', het Spaanse 'serpiente de jarretera' en het Engelse 'garter snake'. In het Engels wordt daarnaast de naam 'San Francisco garter snake' gebruikt voor de gewone kousenbandslang. Deze naam wordt echter ook specifiek gebruikt voor de ondersoort Thamnophis sirtalis tetrataenia.
De wetenschappelijke naam Thamnophis sirtalis betekent letterlijk vertaald "struikslang (thamno-ophis) die op een kousenband lijkt (sirtalis)".

## Verspreiding en habitat

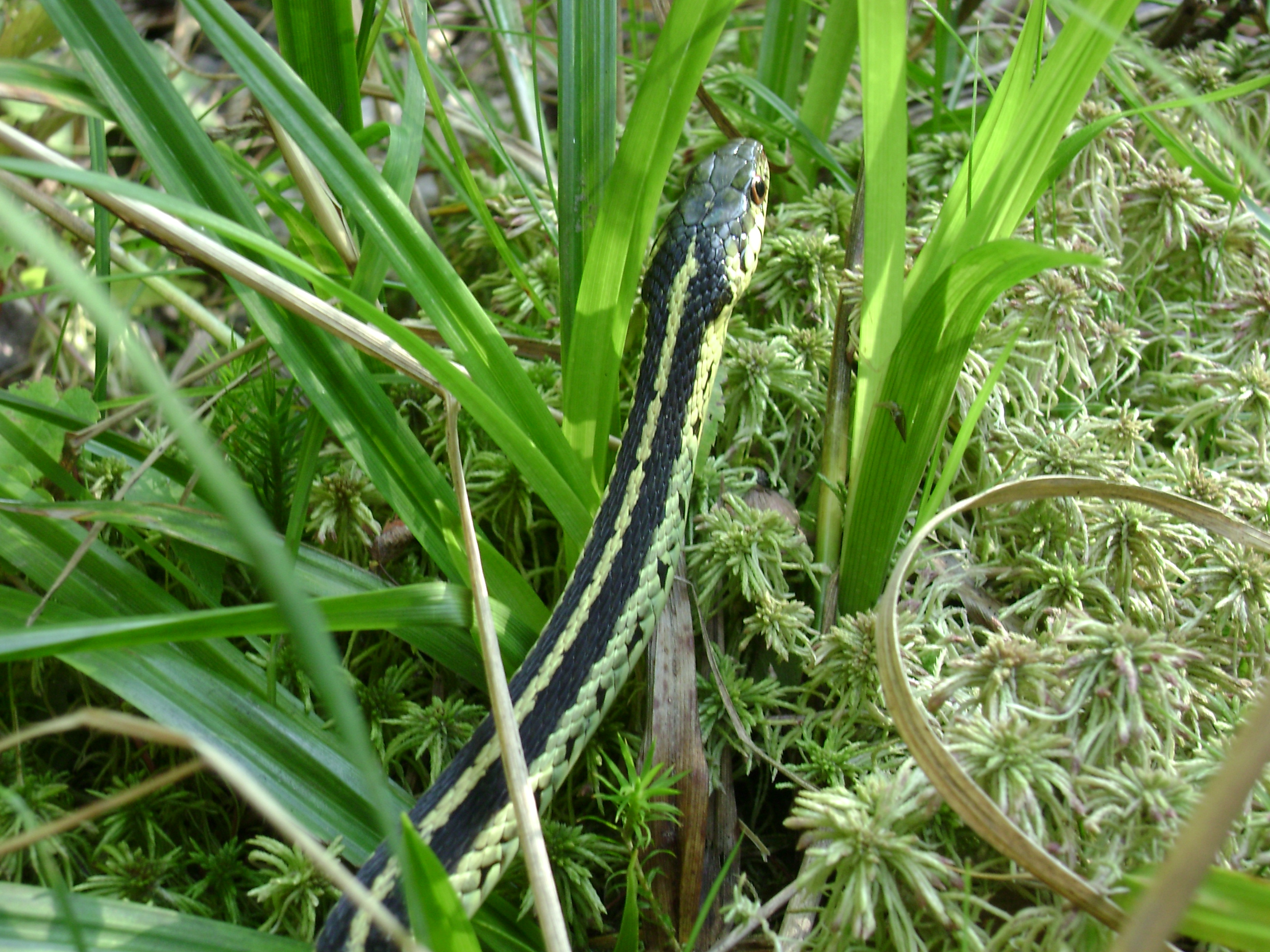
De gewone kousenbandslang leeft vaak in vochtig grasland.

De gewone kousenbandslang komt voor in het Nearctisch gebied, meer specifiek in delen van Noord-Amerika. De slang leeft in Canada, de Verenigde Staten, Mexico en op de eilandengroep de Bahama's. Het is de meest voorkomende slang in de Verenigde Staten en ontbreekt daar alleen in het westen van het land en in uitgesproken woestijngebieden. Het verspreidingsgebied van de gewone kousenbandslang is in delen van de VS zeer groot. Deze is daar net zo algemeen en bekend als de ringslang is in westelijk Europa. Er zijn verschillende geografische variaties die als aparte ondersoorten worden beschouwd, die niet alleen verschillen in verspreidingsgebied, maar ook in uiterlijk en gedrag.
In Canada komt de slang voor in de volgende provincies en territoria: Alberta, Manitoba, New Brunswick, Northwest Territories, Ontario, Prince Edward Island en Saskatchewan.
In de Verenigde Staten komt de slang voor in alle staten, behalve in Arizona en op Hawaï.
In Mexico komt de slang alleen voor in een klein gebied in noordwestelijk Chihuahua.
Ook op de Bahama's komt de kousenbandslang voor. De soort is hier aangetroffen sinds 1998. Er zijn slechts enkele waarnemingen bekend. Er zijn ook nog nooit broedende exemplaren waargenomen.

### Habitat
De gewone kousenbandslang kan worden aangetroffen van laaglanden op zeeniveau tot meer dan 2500 meter daarboven. Het oppervlak van het verspreidingsgebied van de kousenbandslang wordt geschat op meer dan 2,5 miljoen km², dit is ruim 65 keer de grootte van Nederland. Vanwege het enorme areaal is de slang weinig gespecialiseerd en komt in en groot aantal habitats voor. Er is wel een grote voorkeur voor vochtige gebieden. Net als veel andere waterslangen is de gewone kousenbandslang voornamelijk bij het water te vinden.
Bekende leefgebieden zijn graslanden, moerassen, oevers van meren en rivieren, greppels, prairies, heuvels en bosranden. Ook in door de mens aangepaste landschappen zijn geschikt, zoals tuinen, stadsparken, oevers van grote vijvers en braakliggende gronden. In sommige streken zijn de gewone kousebandslangen sterker aan water gebonden dan in andere gebieden. In de drogere gebieden in het westen van de Verenigde Staten ontbreekt deze waterminnende soort volledig.

## Uiterlijke kenmerken

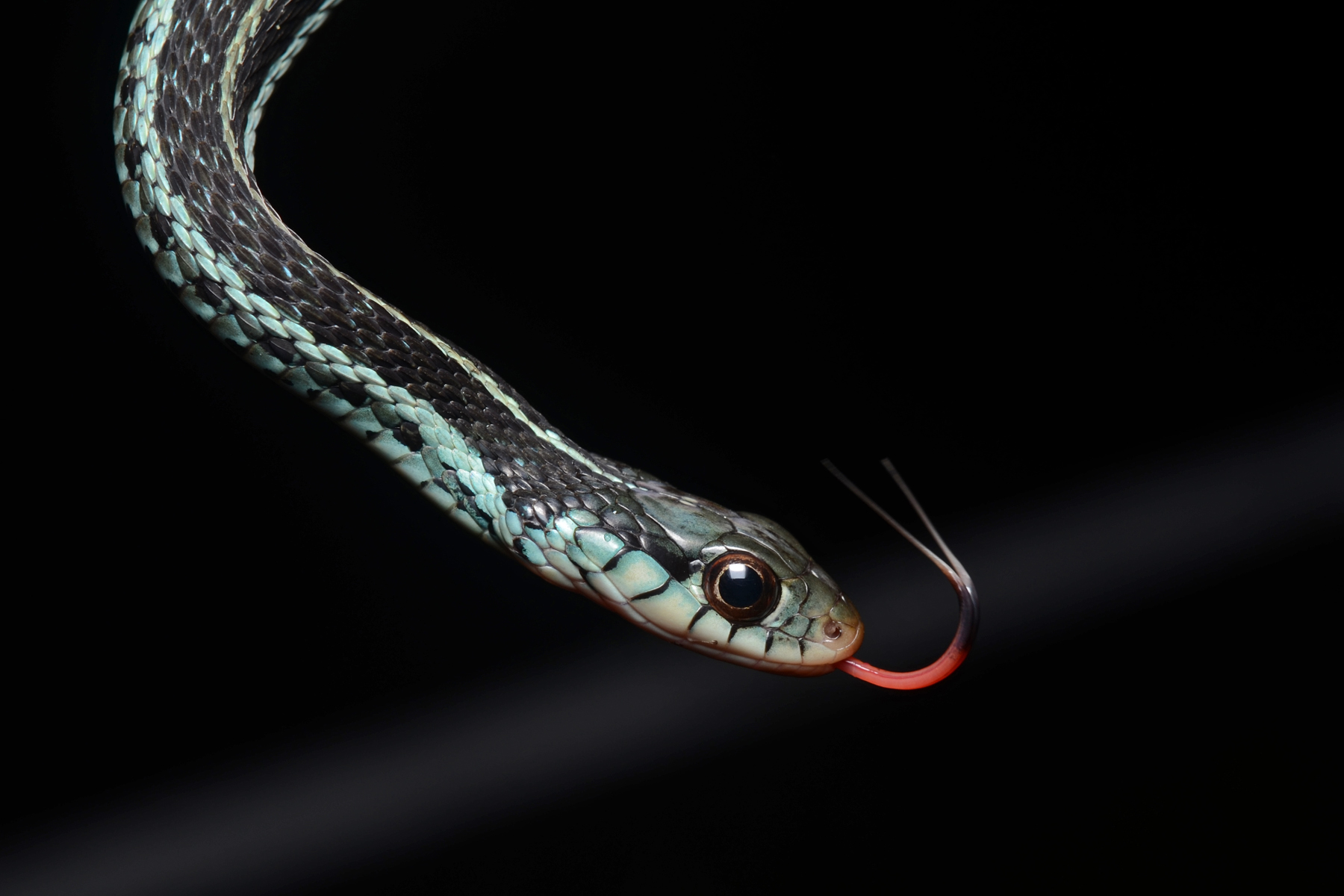
Kop van een tongelende Thamnophis sirtalis similis.

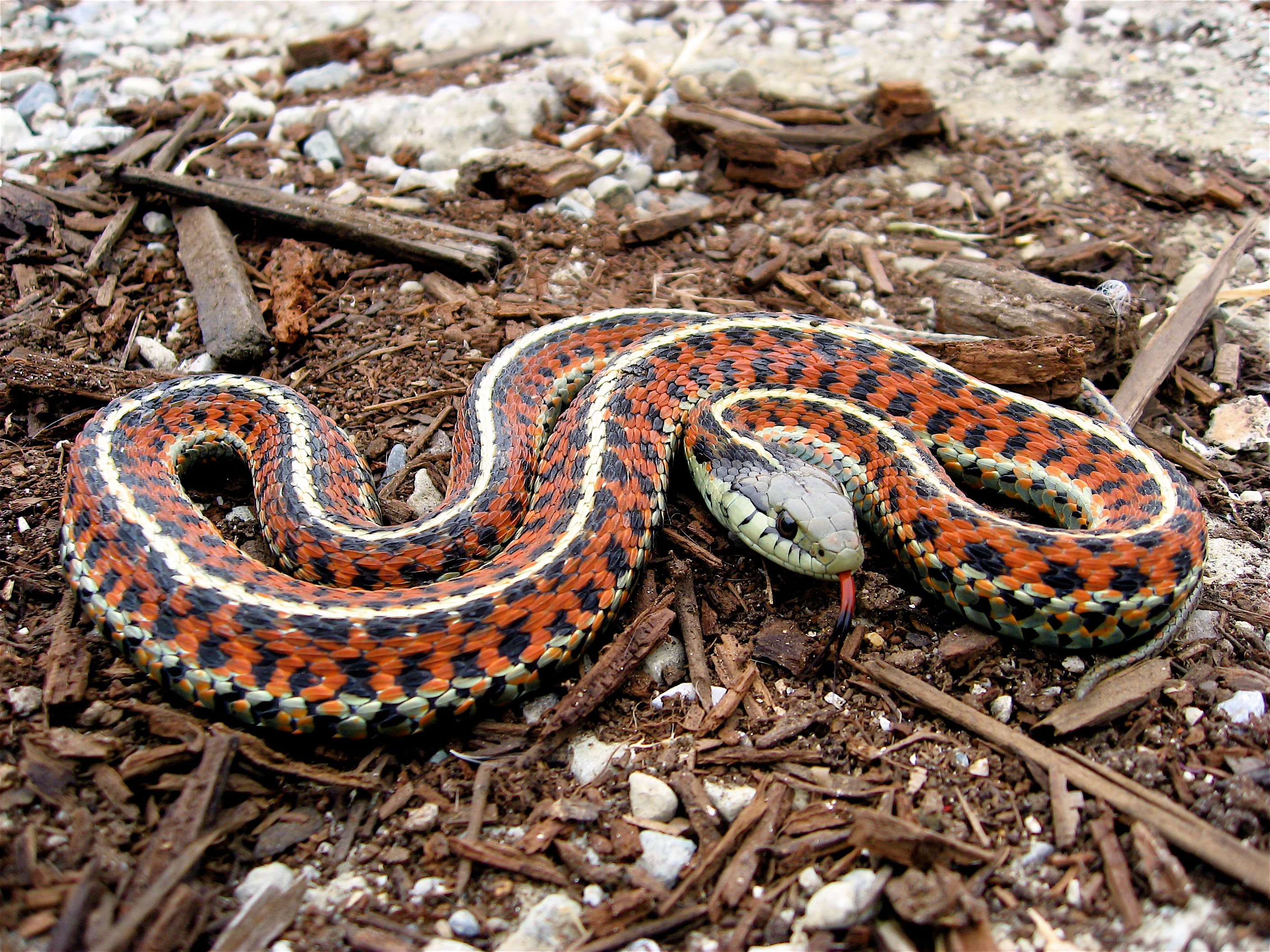
Sommige ondersoorten hebben felle kleuren, de slang is echter niet giftig.

Het lichaam van de kousebandslang is relatief lang omdat de slang opmerkelijk dun is. De totale lichaamslengte van de gewone kousenbandslang bedraagt ongeveer 40 tot 70 cm, sommige exemplaren kunnen langer worden tot 1,3 meter. De lichaamslengte varieert enigszins per ondersoort. Zo wordt Thamnophis sirtalis dorsalis meestal 46 tot 71 centimeter lang, met uitschieters tot 131 cm lengte. De ondersoort Thamnophis sirtalis parietalis bereikt een iets kleinere lengte, ongeveer 41 tot 66 cm, en wordt maximaal 121 cm lang. Mannetjes blijven gemiddeld kleiner dan vrouwtjes en hebben ook een dunner lichaam. Mannetjes hebben daarnaast een verhoudingsgewijs langere staart en een verdikking aan de cloaca die wordt veroorzaakt door de aanwezigheid van de hemipenis. De mannetjes hebben ook een iets smallere kop in vergelijking met de vrouwtjes.
De lichaamskleur van de gewone kousenbandslang is zeer variabel. Deze kan uiteenlopen van rood tot bruin en donkerbruin, of geel tot groen of grijsachtig, tot geheel zwart of deels blauw. Kousenbandslangen hebben meestal duidelijk zichtbare lengtestrepen over het gehele lichaam, van de achterzijde van de kop tot de staartpunt. De strepen zijn soms onderbroken, of bestaan uit een rij vlekken. De kleur van deze strepen wijkt af van de basiskleur. De strepen kunnen ook wit, heldergeel, felgroen, donkerbruin of blauw zijn. Vaak zijn drie strepen in de lengte aanwezig, één op het midden van de rug en een streep op iedere flank van de slang. Soms ontbreken de flankstrepen. Ook exemplaren die in het geheel geen strepen hebben komen voor. Tussen de lengtestrepen zijn vaak twee rijen zwarte vlekken aanwezig die alternerend zijn; ze staan niet direct tegenover elkaar maar zijn afwisselend gepositioneerd. Soms zijn de vlekken bijna vierkant, zodat ze een schaakbordpatroon vormen. De vlekken kunnen echter ook versmelten, zodat ze dwarsbanden vormen tussen de lengtestrepen.
Verschillende ondersoorten van de gewone kousenbandslang vertonen melanisme, dit wil zeggen dat de huidskleur geheel zwart is, hetgeen bij slangen wel vaker voorkomt. Soorten die in berggebieden leven zijn soms melanisch omdat de temperatuur lager is. Een zwarte kleur neemt namelijk meer warmte op dan een lichtere kleur. Hierdoor kan de slang in koudere gebieden beter overleven. Ook bij de ondersoort Thamnophis sirtalis sirtalis is melanisme beschreven. Vooral rond het Eriemeer komen relatief veel melanische exemplaren voor.
De schubben op de huid zijn niet glad, maar sterk gekield. De buikschubben zijn wel glad en altijd groenachtig, grijs, wit of gelig van kleur. Soms is een patroon van kleine zwarte vlekjes aanwezig op de buikschubben. De anale schub is ongedeeld, een belangrijk onderscheidend kenmerk met een aantal slangen uit andere geslachten die uiterlijk sterk op kousenbandslangen lijken. Soorten uit het geslacht Regina bijvoorbeeld hebben altijd een dubbele anale schub. De schubben op de kop zijn donkerder gekleurd. Bij de exemplaren met een lichtere rugstreep eindigt deze streep achter de kop. Vaak is de streep aan de voorzijde voorzien van een donkere omzoming die eindigt in een punt naar voren. Aan de voorzijde van deze punt zijn vaak twee zeer kleine, gelige vlekjes aanwezig.
De gewone kousenbandslang heeft een relatief smalle kop die slechts iets breder is dan de nek. De snuitpunt is spits en kan worden gebruikt om regenwormen op te graven. De ogen van de slang zijn relatief groot, de pupil is altijd rond van vorm.

## Dagactiviteit en thermoregulatie

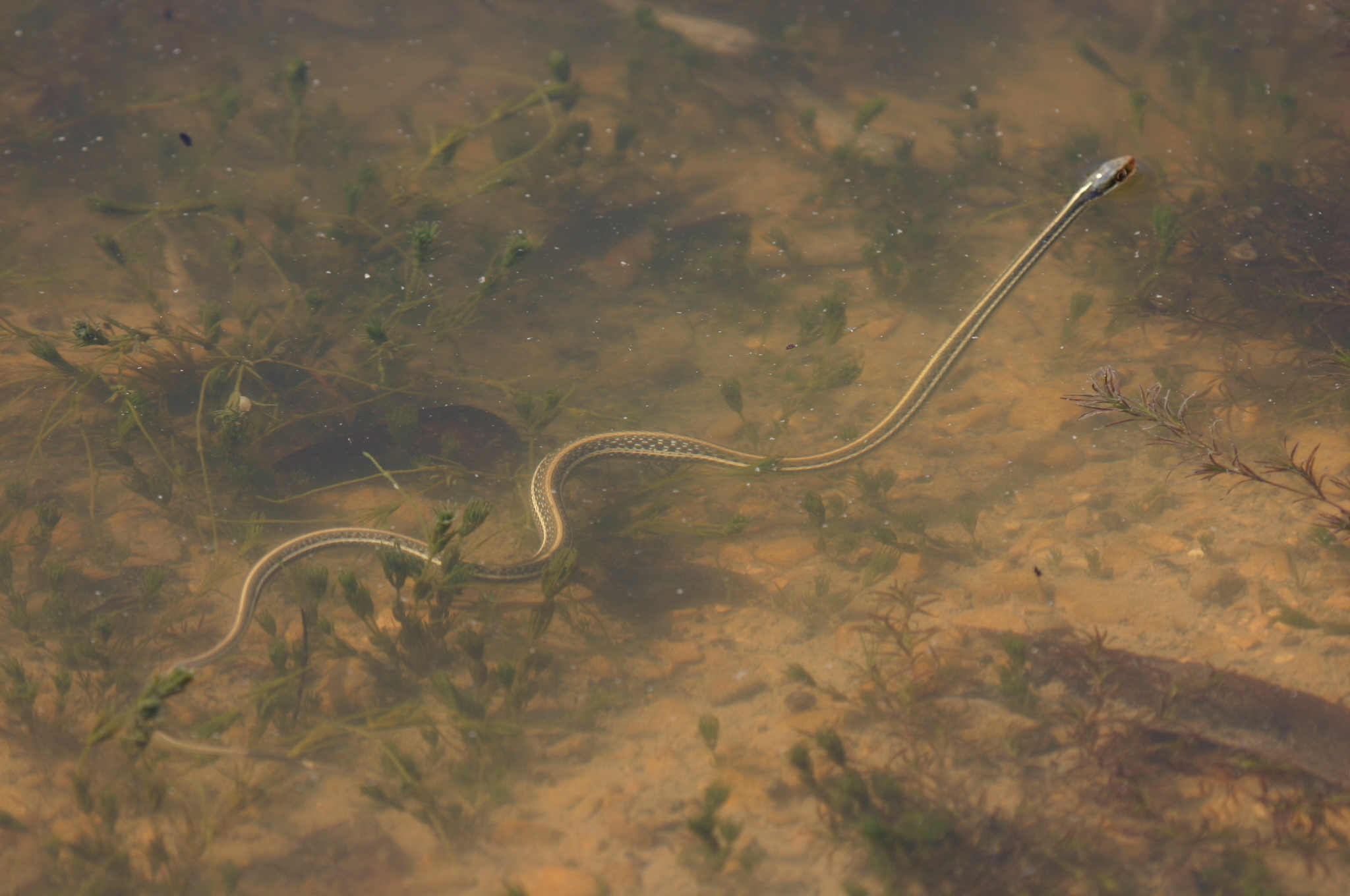
De gewone kousenbandslang is een goede zwemmer.

De gewone kousenbandslang is voornamelijk overdag actief. Bij hogere temperaturen in de zomer is de slang voornamelijk in de ochtend en de namiddag op jacht. Van de gewone kousenbandslang is bekend dat bij heet weer ook 's nachts naar voedsel gezocht wordt. Van andere kousenbandslangen is een dergelijk gedrag niet bekend. In de zuidelijke delen van het verspreidingsgebied is de slang het gehele jaar actief, maar in het koelere noorden van het areaal wordt een winterslaap gehouden.
De lengte van de winterslaap is afhankelijk van de duur van de koudere perioden. Van de gewone kousenbandslang is bekend dat de lichaamscellen een stof bevatten die de vorming van ijskristallen belemmert. IJskristallen beschadigen de lichaamscellen, maar de slang heeft een hoge tolerantie voor bevriezing. Bij heel koude temperaturen kan tot veertig procent van de celvloeistoffen enige tijd in ijs veranderen zonder dat de slang sterft.
Voor de winterslaap worden vaak gemeenschappelijke holen gebruikt, waarbij de dieren in grote groepen kunnen worden aangetroffen. De slangen liggen dan met tientallen of meer dicht op elkaar in een hol. In sommige streken zijn er te weinig holen die diep genoeg zijn om de kou te overleven zodat de dieren wel samen moeten overwinteren. Het gezamenlijk overwinteren heeft ook als voordeel dat de individuele dieren minder water verliezen door transpiratie, omdat de lichamen deels tegen elkaar aan liggen. Hierdoor zijn de slangen ook beter geïsoleerd en treedt minder warmteverlies op. Met name kleinere slangen zoals de kousenbandslang verliezen relatief veel water door het kleine en relatief dunne en langwerpige lichaam. Gedurende de winterslaap kan het ook voorkomen dat de holen volledig onder water lopen en de slangen zich geheel onder water bevinden. Ze bewegen dan niet meer en gebruiken zo min mogelijk zuurstof. De benodigde zuurstof voor de basale lichaamsprocessen wordt opgenomen door de huid uit het omringende water.
Meestal worden niet meer dan 150 exemplaren in een winterkwartier aangetroffen, maar van sommige schuilplaatsen is bekend dat er 8000 tot 10.000 exemplaren kunnen worden gevonden. Naast ondergrondse holen worden ook verlaten mierennesten gebruikt als overwinteringsplaats. De gewone kousenbandslang wordt meestal samen met andere soorten gevonden in het winterkwartier, vaak met de roodbuikslang (Storeria occipitomaculata) en de gladde grasslang (Opheodrys vernalis).
In de lente worden de slangen weer actief en verlaten hun ondergrondse winterkwartieren. In noordelijke gebieden komen de slangen soms al tevoorschijn als er nog sneeuw op de grond ligt. De ondersoort Thamnophis sirtalis fitchi is de noordelijkst bekende vorm. Deze ondersoort is te vinden tot in uiterst zuidelijk Alaska en is een de enige slangensoort die in deze staat voorkomt. Deze ondersoort is ook een van de noordelijkst levende slangen ter wereld.

## Voedsel en vijanden

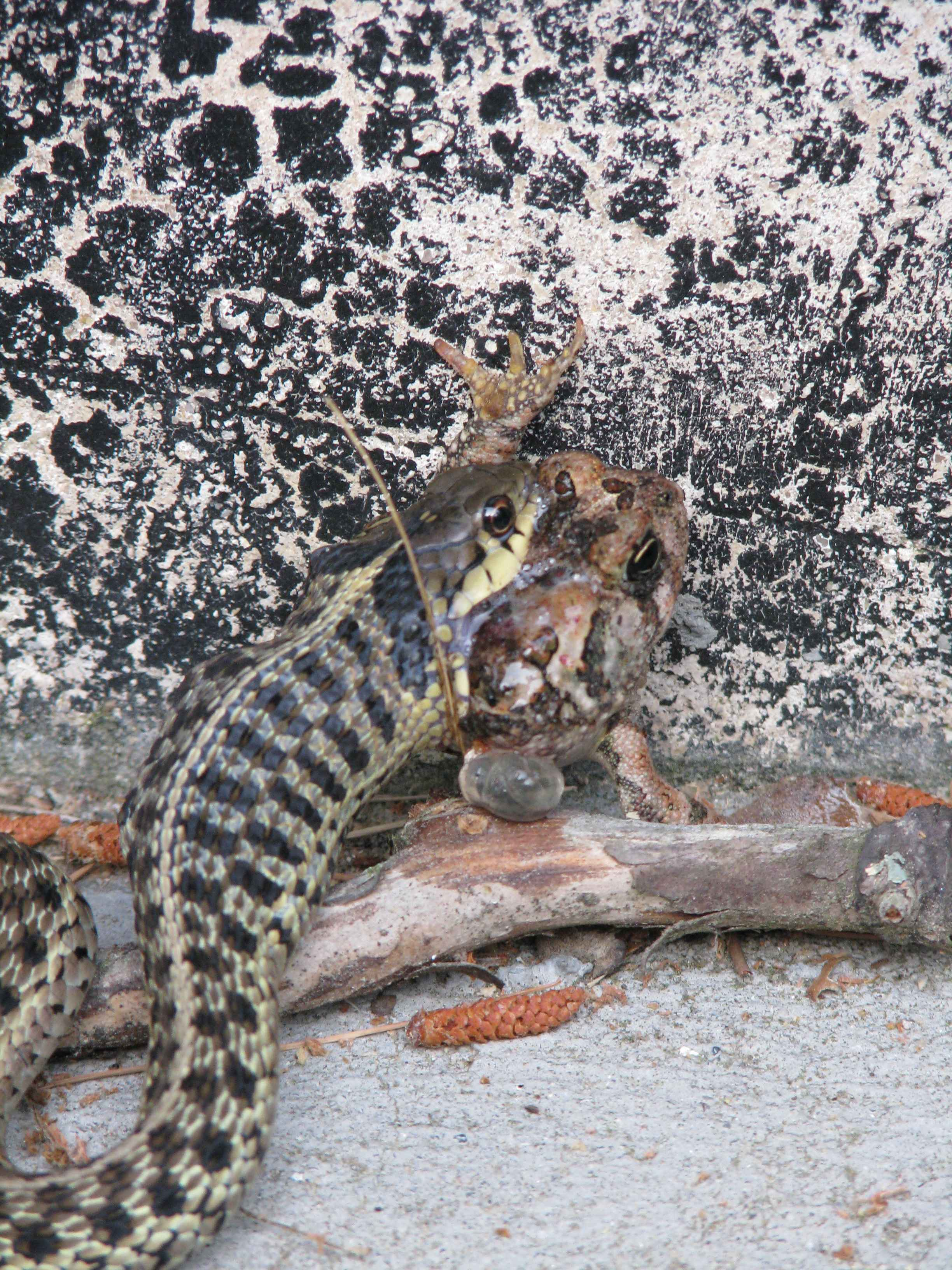
Op het menu staan voornamelijk kikkers en vissen, afgebeeld is een exemplaar dat een buitgemaakte pad opeet.

De gewone kousenbandslang is een uitstekende zwemmer en foerageert vaak zwemmend in het water langs de oevers. De slang jaagt voornamelijk op kikkers en padden. Ook salamanders, kikkervisjes en kleine vissen worden wel gegeten. Ook op het land wordt wel gejaagd, zoals op regenwormen. De slang zoekt dan naar een hoopje uitwerpselen en boort zijn snuit in het hol van de regenworm om deze buit te maken. Daarnaast maken andere dieren deel uit van het menu, zoals ongewervelden, kleine zoogdieren, nestjonge vogels en aas. Soms worden de slangen in getijdenpoeltjes aangetroffen, waar ze op kleine zeevissen jagen.
De gewone kousenbandslang is een van de weinige slangen die op de westamerikaanse watersalamanders uit het geslacht Taricha jaagt. Deze zeer giftige salamanders worden door andere slangen sterk vermeden vanwege hun extreme giftigheid. Prooidieren worden niet gewurgd en ook niet gedood door het weinig giftige speeksel van de slang; ze worden levend en in één keer doorgeslikt. Het komt weleens voor dat de slang zijn prooi weer uitspuugt, deze brengt het er dan vaak levend vanaf.
De natuurlijke vijanden van de kousenbandslang zijn grote vissen, andere slangen (zoals de melkslang), schildpadden (zoals de bijtschildpad), roofvogels en rovende zoogdieren (zoals vossen). Ook huisdieren kunnen de slang doden. Jongere exemplaren van de kousenbandslang hebben te vrezen van de Amerikaanse stierkikker (Lithobates catesbeianus), een grote kikker die tot 15 cm lang wordt.
De gewone kousenbandslang probeert weg te vluchten bij gevaar. Het is een schuwe soort die bij de minste verstoring wegvlucht. Als een slang wordt opgepakt, zal deze een vloeistof uit de anaalklieren laten lopen om af te schrikken. Deze vloeistof stinkt behoorlijk en heeft een weeïge geur. Van veel exemplaren is bekend dat ze zich niet verzetten tegen hantering, maar sommige dieren zullen fel van zich af bijten. Het speeksel van de slang bevat giftige verbindingen die waarschijnlijk een rol spelen bij het verlammen van een buitgemaakte prooi. Het gif is voor mensen echter ongevaarlijk.

## Voortplanting en ontwikkeling

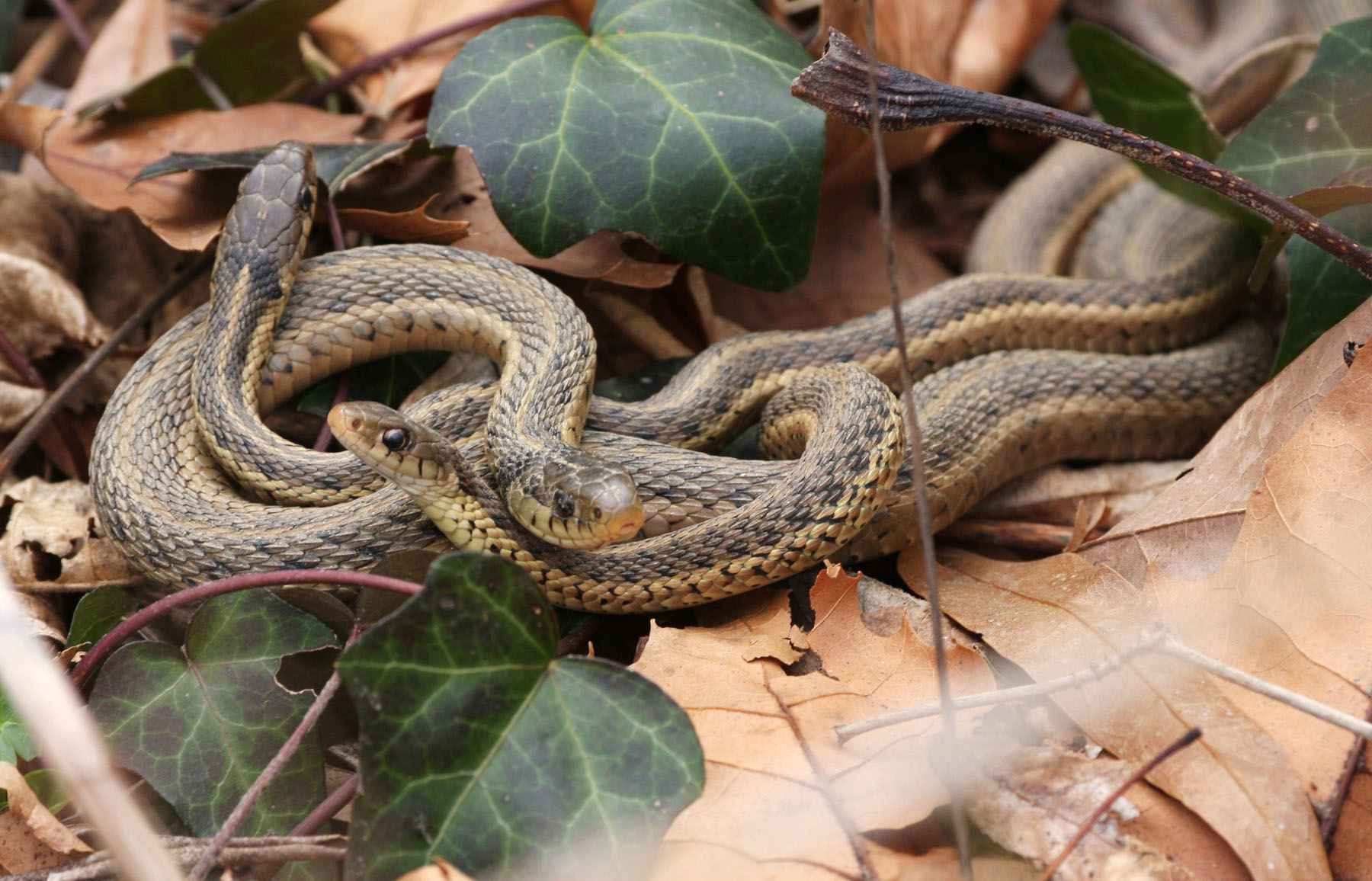
In de lente komen de slangen in groepen voor.

Van een aantal ondersoorten, zoals Thamnophis sirtalis parietalis, is beschreven dat de dieren massaal in winterslaap gaan en het eerst volgende jaar tegelijk tevoorschijn komen om te paren. Gedurende deze tijd kunnen grote hoeveelheden slangen worden aangetroffen. De mannetjes komen vaak het eerst uit het hol en zonnen om zich op te warmen. Ze blijven echter in de buurt van het winterkwartier om de vrouwtjes op te wachten. De vrouwtjes komen later uit het hol en verspreiden geurstoffen die feromonen worden genoemd. Iedere soort kousenbandslang heeft soortspecifieke feromonen, zodat de mannetjes niet worden aangetrokken door een vrouwtje van een andere soort. De vrouwtjes oefenen een grote aantrekkingskracht uit op de mannetjes, die zich vaak in groepen rond een vrouwtje verzamelen.
De mannetjes tolereren elkaars aanwezigheid en zijn onderling niet agressief. Ze vormen vaak een kluwen rond een vrouwtje en proberen met haar te paren. Uiteindelijk paart één mannetje met het vrouwtje door contact te maken met zijn cloaca. De paring duurt ongeveer 15 tot 20 minuten. Na de copulatie laat het mannetje een soort 'plug' achter in de cloaca van het vrouwtje, welke bestaat uit een wasachtige stof. Deze plug voorkomt dat andere mannetjes kunnen paren. Als het vrouwtje eenmaal gepaard heeft, verlaten de mannetjes haar, op zoek naar andere vrouwtjes. Omdat de plug ook geurstoffen bevat, weten de andere mannetjes dat een paarpoging onsuccesvol zal zijn.
De vrouwtjes zijn eierlevendbarend. Dit houdt in dat de jongen al in het lichaam van het vrouwtje uit het ei komen en voedsel krijgen via het bloed van de moeder. Ook worden afvalstoffen van de zich ontwikkelende embryo's op deze wijze afgevoerd. Een vrouwtje heeft een draagtijd van twee tot drie maanden. Het aantal jongen varieert sterk. Veel exemplaren produceren zes tot twaalf jongen per seizoen. Er zijn echter ook worpen van 40 of zelfs wel 80 jongen bekend.
In het noordelijke deel van het verspreidingsgebied hebben de vrouwtjes niet genoeg tijd om ieder jaar jongen te produceren, omdat de zomers korter zijn. Ze hebben maar drie maanden per jaar waarin het warm genoeg is om actief te kunnen bewegen. In dergelijke koele streken worden om het jaar jongen geproduceerd.
De juvenielen komen uiteindelijk geheel ontwikkeld ter wereld. Ze zitten nog wel in een dun vliesje, maar hier breken ze vrijwel direct uit. Pasgeboren jongen hebben een lichaamslengte die varieert tussen 12,5 en 23 centimeter. De jongen blijven de eerste uren tot dagen in de buurt van de moeder, maar er is geen vorm van broedzorg bekend. Na vier of vijf dagen vindt de eerste vervelling plaats en pas dan gaan ze op zoek naar voedsel.
De jongen zijn na twee tot vier jaar volwassen, waarna ze zich kunnen voortplanten. De mannetjes worden iets eerder volwassen dan de vrouwtjes. De meeste jongen vallen ten prooi aan vijanden. De gemiddelde levensverwachting in het wild is ongeveer twee jaar. Sommige exemplaren kunnen echter meer dan tien jaar oud worden in het wild. Van in gevangenschap gehouden dieren is bekend dat een leeftijd van 20 jaar kan worden bereikt.

## Relatie met de mens

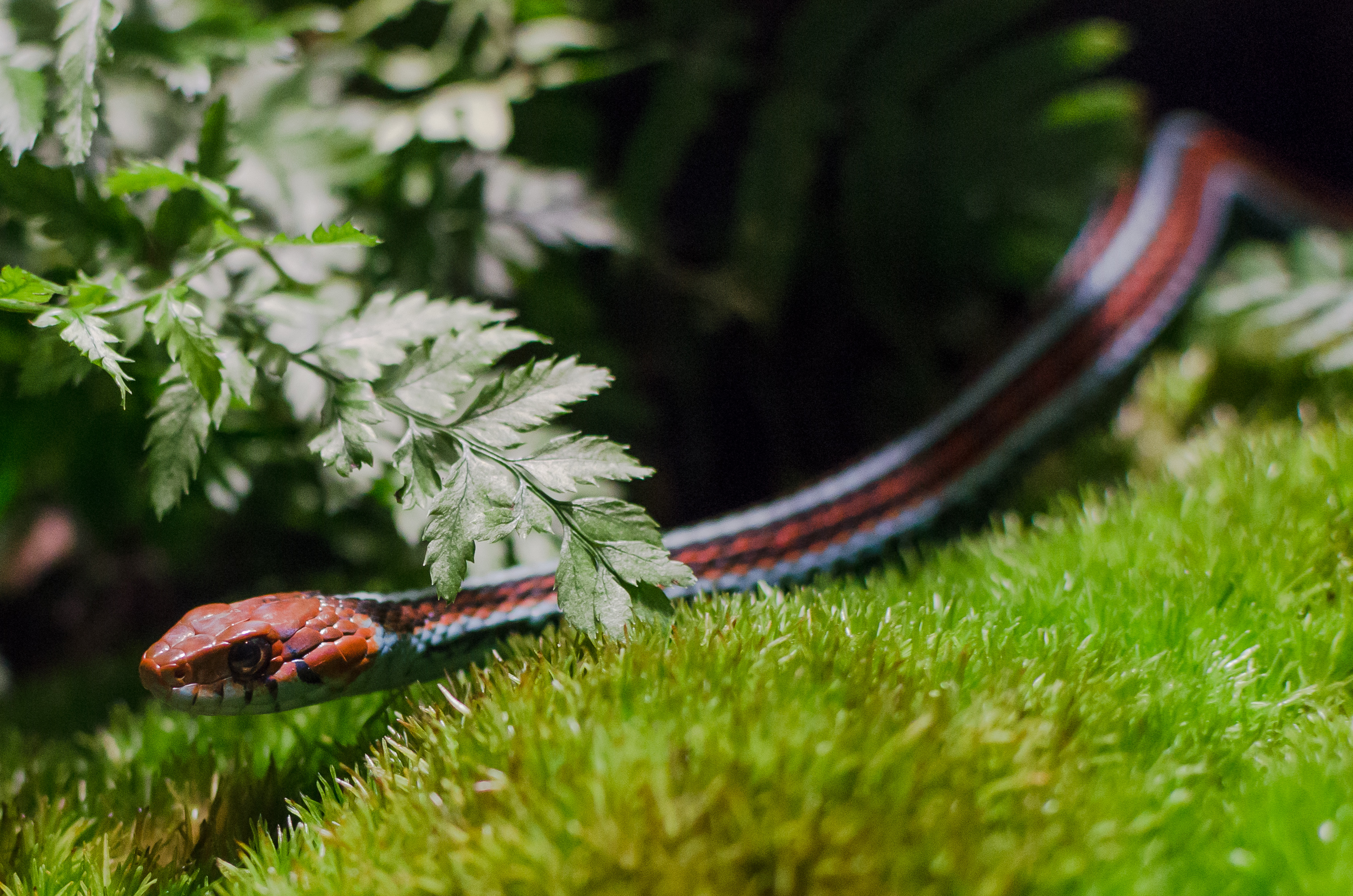
De ondersoort Thamnophis sirtalis tetrataenia wordt sterk bedreigd, afgebeeld is een exemplaar in de dierentuin Kölner Zoo.

De habitat van de gewone kousenbandslang neemt af door verstedelijking en vervuiling als gevolg van menselijke activiteiten. Daarnaast worden veel exemplaren gevangen voor de handel in exotische dieren, wat de populaties drukt. Omdat de gewone kousenbandslang een erg groot verspreidingsgebied heeft en in grote delen van het areaal algemeen voorkomt, wordt de soort door natuurbeschermingsorganisaties als 'niet bedreigd' beschouwd (Least Concern of LC).
Dit geldt echter niet voor alle ondersoorten. Een voorbeeld is de ondersoort Thamnophis sirtalis tetrataenia, die juist sterk bedreigd is en in een klein gebied rond de stad San Francisco voorkomt. Deze slang is uiterst zeldzaam geworden en staat sinds 1967 op de rode lijst van de US Fish and Wildlife Service.

### In gevangenschap
De gewone kousenbandslang is een van de populairste soorten slangen in de handel in exotische dieren. De soort is geheel ongevaarlijk, in gevangenschap gemakkelijk te kweken en wordt beschouwd als een typische beginnerssoort. Vooral de ondersoort Thamnophis sirtalis parietalis wordt wel gehouden. De slang wordt niet erg groot, is licht giftig en wordt vanwege de bonte lichaamskleuren beschouwd als decoratief. Deze slangensoort heeft niet een geavanceerde manier om hun gif over te brengen, in tegenstelling tot bijvoorbeeld adders. Daarnaast is het gif niet echt gevaarlijk voor mensen. Het veroorzaakt hooguit een lichte zwelling of irritatie op de gebeten plek en is meer bedoeld om kleine prooien te verlammen. De gewone kousenbandslang is doorgaans relatief gemakkelijk in leven te houden. Wildvangdieren willen nog weleens blazen en bijten. Ook het laten lopen van een muskusachtige vloeistof komt voor. Ze wennen echter snel en zijn dan in de regel niet agressief.
De slang stelt weinig eisen aan zijn omgeving. De aanwezigheid van een waterbak heeft een voorkeur, maar het mag niet vochtig worden in het terrarium. Een permanent hoge luchtvochtigheid leidt tot huidproblemen en irritatie aan de luchtwegen. Goede ventilatie is dus belangrijk, maar er mag geen tocht ontstaan, want dit is eveneens schadelijk.
De kousenbandslang kan gevoerd worden met vissen en regenwormen. In het wild eten ze ook vaak kikkers, maar in Nederland is het verboden om kikkers te vangen, laat staan ze te voeren. De vissen moeten in hun geheel worden aangeboden, inclusief graat en ingewanden. Ook dode muizen kunnen worden aangeboden, maar deze moeten worden voorzien van een vissengeur, bijvoorbeeld door ze langs een vis te strijken. Uiteindelijk kan ook kattenvoer gegeven worden, mits het voorzien is van een visgeur.

## Taxonomie en indeling

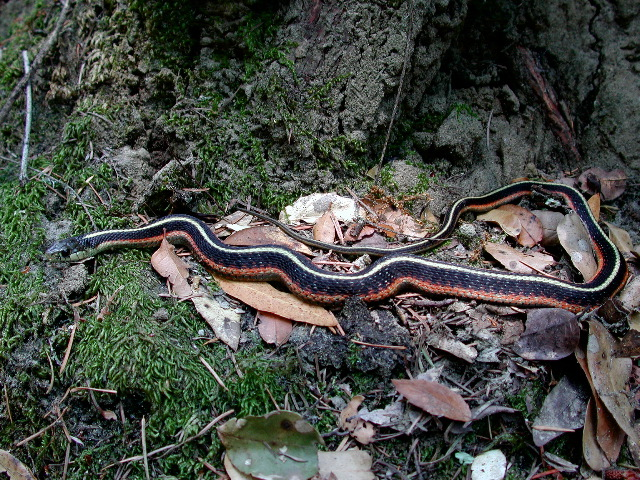
De ondersoort Thamnophis sirtalis infernalis in Californië.

De slang werd voor het eerst beschreven door Carl Linnaeus in 1758. Oorspronkelijk werd de naam Coluber Sirtalis gebruikt, waarbij de soortnaam nog met een hoofdletter is gespeld. Later werd de gewone kousenbandslang tot andere geslachten gerekend, zoals het niet langer erkende geslacht Eutainia. In 1985 werd de kousenbandslang door Robert Cyril Stebbins in het geslacht Thamnophis geplaatst.
Het geslacht van de kousenbandslangen (Thamnophis) waartoe deze soort behoort, telt 34 verschillende soorten. De meeste soorten zijn vrij onbekend en komen in een relatief klein verspreidingsgebied voor. Een voorbeeld is de soort Thamnophis atratus, die endemisch is in de Verenigde Staten en alleen voorkomt in de kuststrook van de staten Californië en Oregon. De soort Thamnophis elegans daarentegen komt voor in een groot deel van het westen van de Verenigde Staten.

### Ondersoorten
Er worden twaalf ondersoorten erkend, veelal gebaseerd op de indeling van de kleuren en strepen van het lichaam. Uit recentelijke studies blijkt dat er een grote kleurvariatie is binnen de verschillende ondersoorten, die regelmatig overlappen. Vermoedelijk zijn een aantal ondersoorten feitelijk variaties binnen een bepaald gebied. Thamnophis sirtalis semifasciatus, die alleen rond de stad Chicago voorkomt, is daar een voorbeeld van. Ook van andere ondersoorten wordt een onderscheid op basis van de huidskleur in twijfel getrokken. In de onderstaande tabel zijn een eventuele afbeelding, de naam en het verspreidingsgebied van de huidige ondersoorten weergegeven.
| Ondersoorten van de gewone kousenbandslang | Ondersoorten van de gewone kousenbandslang             | Ondersoorten van de gewone kousenbandslang                              |
| ------------------------------------------ | ------------------------------------------------------ | ----------------------------------------------------------------------- |
| Afbeelding                                 | Naam                                                   | Verspreiding                                                            |
|                                            | Thamnophis sirtalis annectens (Brown, 1950)            | Centraal- oostelijk Texas en noordelijk Texas tot in noordelijke staten |
|                                            | Thamnophis sirtalis concinnus (Hallowell, 1852)        | Oregon en Washington, VS                                                |
| Plaats uw zelfgemaakte foto hier           | Thamnophis sirtalis dorsalis (Baird & Girard, 1853)    | Een verticale band in het midden van de staat New Mexico                |
| Plaats uw zelfgemaakte foto hier           | Thamnophis sirtalis fitchi (Fox, 1951)                 | Westen van de VS                                                        |
|                                            | Thamnophis sirtalis infernalis (Blainville, 1835)      | Californië, VS                                                          |
|                                            | Thamnophis sirtalis pallidulus (Allen, 1899)           | Zuidoostelijk Canada                                                    |
|                                            | Thamnophis sirtalis parietalis (Say, 1823)             | Noordoostelijke deel van de VS en zuidoostelijk Canada                  |
| Plaats uw zelfgemaakte foto hier           | Thamnophis sirtalis pickeringii (Baird & Girard, 1853) | Washington, VS                                                          |
| Plaats uw zelfgemaakte foto hier           | Thamnophis sirtalis semifasciatus (Cope, 1892)         | Gebied rondom de stad Chicago                                           |
|                                            | Thamnophis sirtalis similis (Rossman, 1965)            | Een smalle strook aan de noordelijke westkust van Florida               |
|                                            | Thamnophis sirtalis sirtalis (Linnaeus, 1758)          | Een groot deel van het oosten van de VS                                 |
|                                            | Thamnophis sirtalis tetrataenia (Cope, 1875)           | Zeer klein gebied ten zuiden van de stad San Francisco                  |

### Synoniemen
De wetenschappelijke naam is in het verleden verschillende malen veranderd. Zowel de gewone kousenbandslang als soort als de verschillende ondersoorten zijn in de literatuur onder verschillende namen bekend. In de onderstaande tabel zijn de synoniemen van zowel de soort als van de ondersoorten weergegeven.
| Tabel van de synoniemen van de gewone kousenbandslang | Tabel van de synoniemen van de gewone kousenbandslang |
| --- | ----------------------------------------------------- |
| - Coluber Sirtalis Linnaeus, 1758 - Tropidonotus concinnus Hallowell, 1852 - Eutainia sirtalis Baird & Girard, 1853 - Eutainia dorsalis Baird & Girard, 1853 - Eutainia infernalis Baird & Girard, 1853 - Eutainia Pickeringii Baird & Girard, 1853 - Eutainia concinna Baird & Girard, 1853 - Tropidonotus bi-punctatus Duméril, Bibron & Duméril, 1854 - Eutanaeia [sic] sirtalis Sharp, 1890 - Eutaenia sirtalis Cope, 1893 - Eutaenia sirtalis Brown, 1899 - Tropidonotus ordinatus var. sirtalis De Grijs, 1899 - Thamnophis sirtalis Stebbins, 1985 |                                                       |
| Ondersoort Thamnophis sirtalis concinnus |                                                       |
| - Thamnophis sirtalis concinnusHallowell, 1852 - Tropidonotus concinnus Hallowell, 1852 - Thamnophis sirtalis concinnus Fitch, 1936 |                                                       |
| Ondersoort Thamnophis sirtalis dorsalis |                                                       |
| - Thamnophis sirtalis dorsalis Baird & Girard, 1853 - Eutaenia dorsalis Baird & Girard, 1853 - Thamnophis dorsalis McDiarmid, 1963 - Thamnophis sirtalis dorsalis Crother, 2000 |                                                       |
| Ondersoort Thamnophis sirtalis fitchi |                                                       |
| - Thamnophis sirtalis fitchi Fox, 1951 - Eutaenia infernalis Girard, 1858 - Tropidonotus ordinatus var. infernalis Boulenger, 1893 - Thamnophis sirtalis fitchi Fox, 1951 |                                                       |
| Ondersoort Thamnophis sirtalis infernalis |                                                       |
| - Thamnophis sirtalis infernalis Blainville, 1835 - Coluber infemalis Blainville1835: 291 - Tropidonotus ordinatus var. infernalis Boulenger, 1893 - Thamnophis infernalis Stejneger, 1893 - Thamnophis sirtalis infernalis Van Denburgh & Slevin, 1918 |                                                       |
| Ondersoort Thamnophis sirtalis pallidulus |                                                       |
| - Thamnophis sirtalis pallidulus Allen, 1899 - Thamnophis sirtalis pallidulus Allen, 1899 - Tropidonotus obalskii Mocquard, 1903 - Thamnophis sirtalis pallidulus Crother, 2000 |                                                       |
| Ondersoort Thamnophis sirtalis parietalis |                                                       |
| - Thamnophis sirtalis parietalis Say, 1823 - Coluber parietalis Say, 1823 - Thamnophis sirtalis parietalis Burt, 1935 |                                                       |
| Ondersoort Thamnophis sirtalis pickeringii |                                                       |
| - Thamnophis sirtalis pickeringii Baird & Girard, 1853 - Eutainia pickeringii Baird & Girard, 1853 - Eutaenia pickeringii Girard, 1858 - Eutaenia sirtalis pickeringii Cope, 1892 - Thamnophis parietalis pickeringii Van Denburgh & Slevin, 1918 - Thamnophis sirtalis pickeringii Fitch, 1941 |                                                       |